# برن، ان
برِن (به فرانسوی: Braine) یکی از کمون‌های فرانسه است که در ان (ا-دو-فرانس) واقع شده‌است.

## خصوصیات
برِن ۱۱٫۶۱ کیلومترمربع مساحت و ۲٬۲۳۱ نفر جمعیت دارد و ۵۴ متر بالاتر از سطح دریا واقع شده‌است.

## خواهرخوانده
شهرهای برن-لو-کنت و هادرسلو خواهرخوانده‌های برِن هستند.